# Capella de la Mercè
|  | Per a altres significats, vegeu «La Mercè (desambiguació)». |

La Capella de la Mercè és un edifici entre els carrers de l'Hospital, del Carme, de Sant Ramon i el passeig de Vicenç Bou a la vila de Torroella de Montgrí (Baix Empordà) catalogat a l'Inventari del Patrimoni Arquitectònic de Catalunya. Té planta quadrangular i coberta de teula. Consta de planta baixa i un pis i la distribució de les seves dependències s'articula al voltant d'un claustre de planta quadrada amb dos pisos d'arcades de mig punt i volta d'aresta. La façana principal, que dona al carrer de l'Hospital, té una gran porta d'accés allindanada, amb entaulament i frontó triangular partit que conté l'escut de la vila i un relleu amb finestra al pis superior; totes aquestes obertures són allindanades i amb grans carreus de pedra molt ben tallats. Són remarcables dintre del conjunt la capella barroca dedicada a la Mare de Déu de la Mercè i l'escala d'accés al primer pis.
No es coneix la cronologia exacta de l'origen de l'Hospital, encara que apareix esmentat per primera vegada l'any 1468 en una acta notarial que fa referència al benefici fundat a la capella. En l'acta de la visita pastoral del bisbe el 1511 consta que a l'Hospital hi havia quatre llits, que existia un hospitaler i que tenia dues cuines, una per a l'hospitaler i l'altra per als pobres. També es fa esment d'un dormitori per als pobres i d'un hort gran al costat de la muralla. L'edifici actual és obra en la seva major part dels segles xvii i xviii. Damunt la porta d'accés figura la data del 1661, i a la llinda d'una porta del primer pis, avui tapiada, hi ha un escut de la vila i la data del 1680. La capella, dedicada a la Mare de Déu de la Mercè, fou construïda el segle xviii, i el claustre data del segle xix. El 1795 el Consell Municipal va nomenar administradors particulars per a l'organització de l'Hospital. El 21/12/1881 l'ajuntament va aprovar el reglament de la institució, i va autoritzar la Junta per instal·lar-hi un orde religiós; el 1883 van instal·lar-s'hi les Germanes de Sant Josep de Girona.
Durant l'any 1986 van ser realitzades obres de reforma i ampliació de l'Hospital. En l'actualitat es continuen fent obres de condicionament de l'edifici.